# Valdensinia
Valdensinia is een monotypisch geslacht van schimmels behorend tot de familie Sclerotiniaceae. Het bevat alleen de soort Valdensinia heterodoxa.